# Marasmiellus gossypinulus
Marasmiellus gossypinulus är en svampart som först beskrevs av Speg., och fick sitt nu gällande namn av Rolf Singer 1962. Marasmiellus gossypinulus ingår i släktet Marasmiellus och familjen Marasmiaceae.   Inga underarter finns listade i Catalogue of Life.